# Eucera metallescens
Eucera metallescens är en biart som först beskrevs av Ferdinand Morawitz 1888.
Eucera metallescens ingår i släktet långhornsbin och familjen långtungebin. Inga underarter finns listade i Catalogue of Life.